# Giluszek
Giluszek (Carpodacus sibiricus) – gatunek małego, przeważnie osiadłego ptaka z rodziny łuszczakowatych (Fringillidae). Występuje w Azji. Nie jest zagrożony wyginięciem.

## Występowanie
Zamieszkuje środkową, wschodnią i zachodnią Azję. Jego środowiskiem występowania są gęste i podmokłe tajgi, często znajdujące się nad rzekami z bujną roślinnością.

## Systematyka
W tradycyjnym ujęciu systematycznym, podtrzymywanym przez autorów Kompletnej listy ptaków świata i serwis Birds of the World, wyróżnia się 5 podgatunków giluszka:
- C. s. sibiricus (Pallas, 1773) – giluszek syberyjski[5]
- C. s. ussuriensis (Buturlin, 1915)
- C. s. sanguinolentus (Temminck & Schlegel, 1848)
- C. s. lepidus (A. David & Oustalet, 1877) – giluszek chiński[5]
- C. s. henrici (Oustalet, 1892)

Międzynarodowy Komitet Ornitologiczny (IOC), a od 2022 roku także Międzynarodowa Unia Ochrony Przyrody (IUCN) wydzielają podgatunki lepidus i henrici do osobnego gatunku – Carpodacus lepidus.

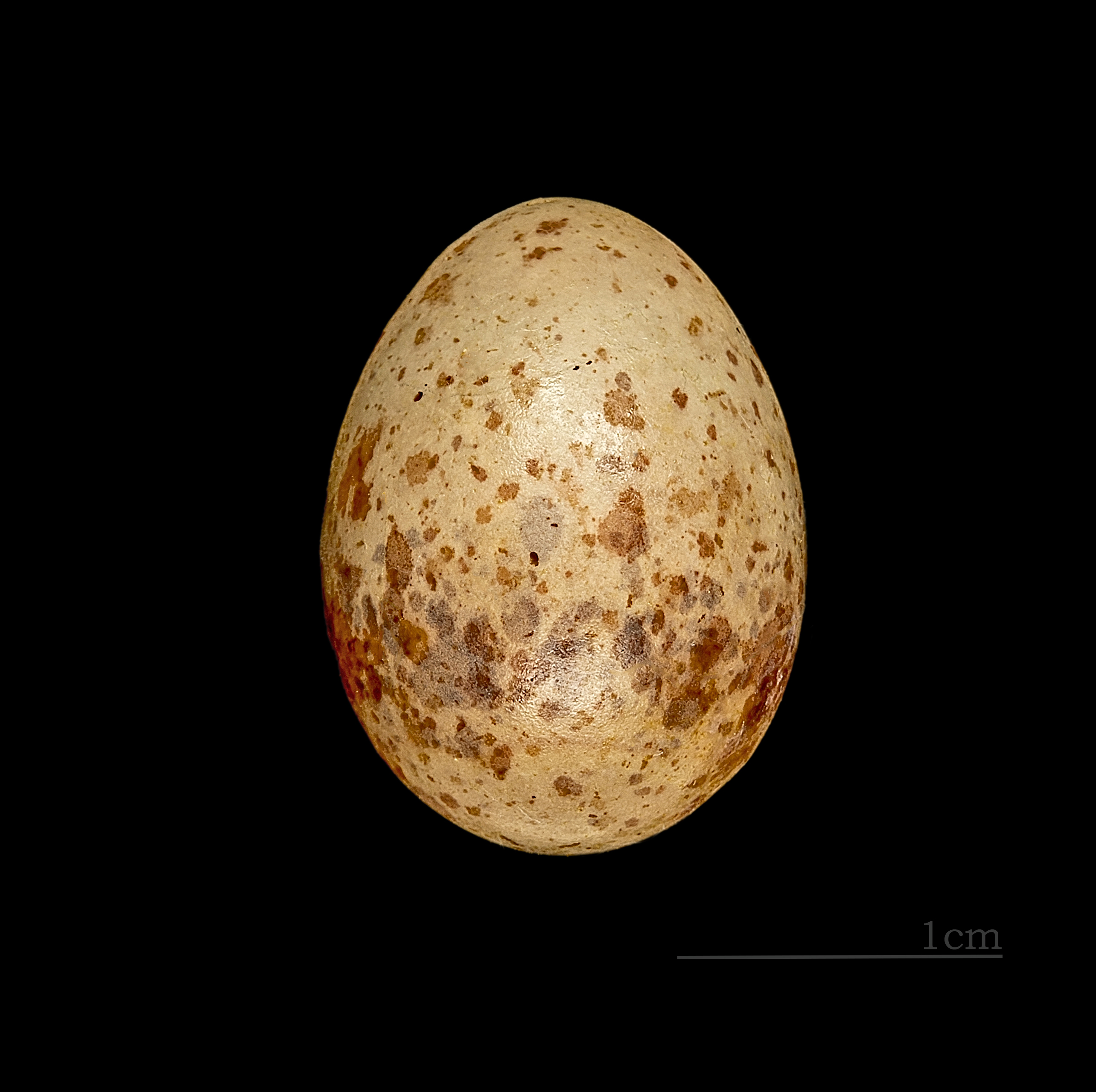
Jajo z kolekcji muzealnej

## Morfologia i głos
Mniejszy od dziwonii, krępy łuszczak z długim, biało obrzeżonym ogonem i krótkim dziobem. Na skrzydłach białe pasy, niektóre pióra biało obrzeżone. Dymorfizm płciowy wyraźny. Samiec ma głowę, spód ciała i kuper karminowoczerwone. Wierzch głowy szarawy. Samica niekontrastowa, wszystkie czerwone partie u samca są u niej brązowe. U młodego samca w tym samym roku, w którym się wykluł, pod koniec lata lub jesienią pojawiają się czerwone pióra.
| długość ciała               | masa ciała |
| --------------------------- | ---------- |
| 15–16,5 cm; 16–18 cm; 18 cm | 16–26 g    |

Głos kontaktowy giluszka przypomina wątły głos łuskowca. Głos ostrzegawczy to przypominające ziębę „fink”. Jego piosenka to szybka, krótka zwrotka składająca się z gwizdów i pisków w skocznym rytmie. Przypomina nieco sosnówkę. Łatwa do zapamiętania.

## Status zagrożenia
W Czerwonej księdze gatunków zagrożonych IUCN, jak wyżej wspomniano, takson ten dzielony jest na dwa gatunki, oba zaliczane są do kategorii najmniejszej troski (LC, ang. Least Concern). Liczebność populacji nie została dokładnie określona, giluszek syberyjski jest opisywany jako pospolity, zaś giluszek chiński – od pospolitego po rzadki. Trend liczebności populacji obu tych taksonów nie został zbadany, ale ze względu na brak istotnych zagrożeń oceniany jest jako stabilny.